# دارخزک هاوایی
دارخزک هاوایی (نام علمی: Loxops mana) گونه‌ای از عسل‌کش هاوایی است که بومی جزیره بزرگ هاوایی می‌باشد. زیستگاه طبیعی آن جنگل‌های خشک و جنگل‌های نمناک کوهستانی در ارتفاعات ۱٬۰۰۰–۲٬۳۰۰ متر (۳٬۳۰۰–۷٬۵۰۰ فوت) است. در مجموع ۱۲۰۰۰ پرنده وجود دارد که به سه جمعیت تقسیم شده‌اند. جمعیت چهارم در بخش غربی جزیره احتمالاً نشان‌دهنده پرندگان مهاجر یکی از جمعیت موجود است. دارخزک هاوایی به اندازه ۴٫۵ اینچ (۱۱ سانتیمتر) و دارای پرهای سبزرنگی است. در سال ۲۰۱۷ نام سنتی هاوایی به عنوان «علوی» دوباره کشف شد.

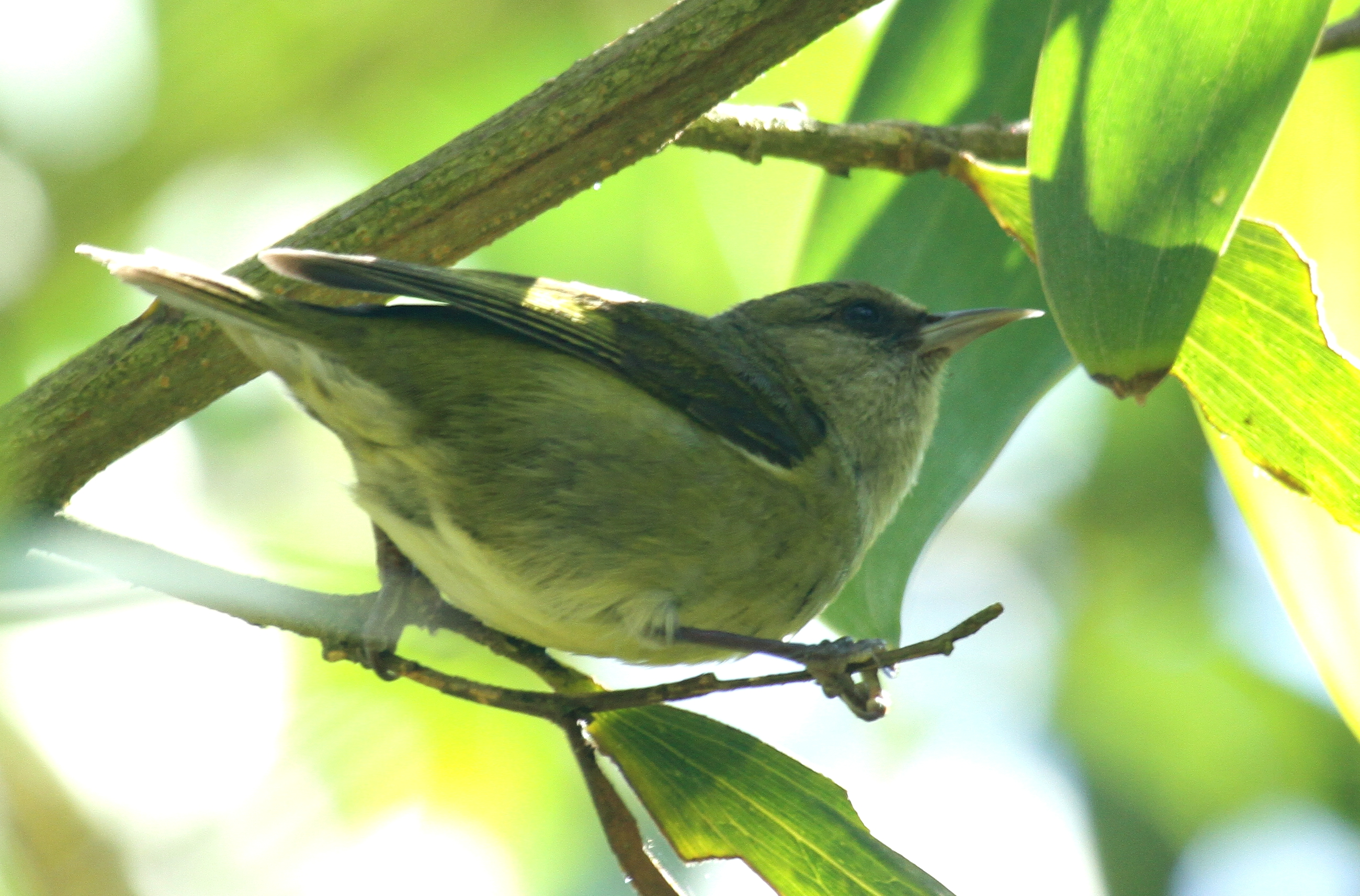
پناهگاه حیات وحش جنگل ملی هاکالائو، هاوایی

دارخزک هاوایی شبیه دارخزک است که می‌تواند از درختان بالا و پایین برود. از نوک کوتاه و تیز خود برای بررسی پوست برای حشرات ساکن در زیر آن استفاده می‌کند. اگر در دسترس باشد، از شهد کوآ (Acacia koa) یا a lehua (Metrosideros polymorpha) می‌نوشد.